# Корнола (Лука)
Корнола је насеље у Италији у округу Лука, региону Тоскана.
Према процени из 2011. у насељу је живело 7 становника. Насеље се налази на надморској висини од 906 м.